# Benedek Jávor
Benedek Jávor (ur. 2 lipca 1972 w Budapeszcie) – węgierski działacz ekologiczny, wykładowca akademicki i polityk, w latach 2010–2014 poseł do Zgromadzenia Narodowego, współprzewodniczący Dialogu na rzecz Węgier, poseł do Parlamentu Europejskiego VIII kadencji.

## Życiorys
W 1997 ukończył studia biologiczne na Uniwersytecie im. Loránda Eötvösa w Budapeszcie. W 2006 obronił doktorat na tej samej uczelni. Wykładał prawo ochrony środowiska na Katolickim Uniwersytecie im. Pétera Pázmánya. W 2000 był jednym z założycieli ekologicznej organizacji Védegylet, zajmującej się propagowaniem zrównoważonego rozwoju. W 2009 znalazł się wśród twórców i liderów nowego ugrupowania Polityka Może Być Inna (LMP).
W wyniku wyborów w 2010 uzyskał mandat posła do Zgromadzenia Narodowego, który sprawował do 2014. Do 2012 pełnił funkcję przewodniczącego frakcji parlamentarnej LMP. Zrezygnował, gdy kongres partii nie wyraził zgody na podjęcie współpracy z ruchem Razem 2014. W 2013 odszedł z dotychczasowego ugrupowania, został współprzewodniczącym nowej formacji pod nazwą Dialog na rzecz Węgier. W 2014 kandydował z 2. miejsca listy swojego ugrupowania i partii Razem 2014, uzyskując jedyny przypadający jej mandat europosła (Gordon Bajnai zrezygnował z jego objęcia). W tym samym roku odszedł z funkcji współprzewodniczącego partii.